# Major Dad
Major Dad ist eine US-amerikanische Sitcom mit Gerald McRaney in der Hauptrolle, die von Universal Television für den US-Sender CBS produziert und vom 17. September 1989 bis zum 16. April 1993 auf diesem erstausgestrahlt wurde. Die Serie besteht aus vier Staffeln und 96 Episoden. Die deutschsprachige Erstausstrahlung sendete RTL plus ab Dezember 1991.

## Handlung
Major John MacGillis ist ein Offizier des Marine Corps, der im Camp Singleton in San Diego, Kalifornien als Ausbilder stationiert ist. Er heiratet die liberale Reporterin Polly Cooper, welche drei Töchter mit in die Ehe bringt, die er daraufhin adoptiert. Es entwickeln sich daraufhin durch die grundsätzlich gegenläufigen Ansichten der Familienmitglieder ständige Konflikte, die humorvoll aufgelöst werden. Zu Beginn der zweiten Staffel zieht die Familie aufgrund der Versetzung von MacGillis in eine andere Kaserne in Virginia.